# Berzdorf auf dem Eigen

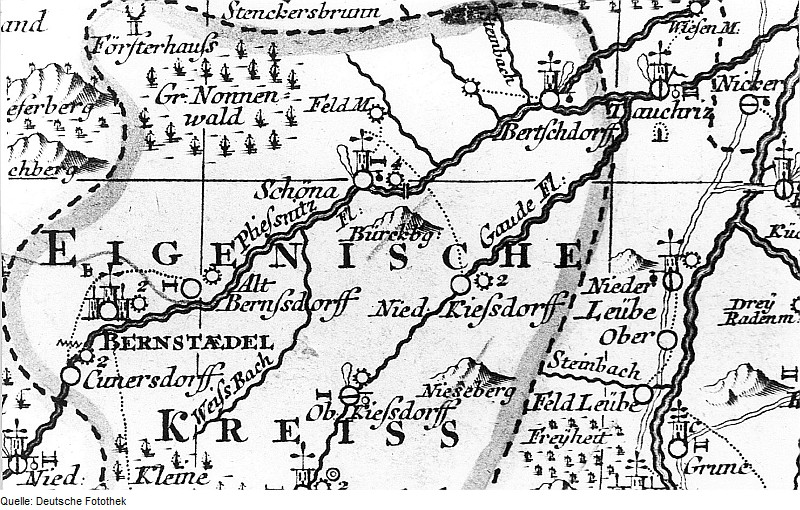
Ausschnitt aus Peter Schenks Oberlausitzkarte (1759): Nördlicher Teil des Eigenschen Kreises

Berzdorf auf dem Eigen war ein Kirchdorf im Eigenschen Kreis südwestlich von Görlitz in der Oberlausitz. Es wurde für die Förderung von Braunkohle im Tagebau Berzdorf in den Jahren 1969/1970 devastiert.
An Berzdorf namentlich erinnert heute der Berzdorfer See, der durch Flutung des Tagebaurestloches entstand, und die Gemeinde Schönau-Berzdorf auf dem Eigen, die 1963 aus dem Zusammenschluss der benachbarten Gemeinden Schönau auf dem Eigen und Berzdorf auf dem Eigen hervorging. Im Dresdner Stadtteil Prohlis wurden nach 1990 mehrere Straßen des Neubaugebiets Prohlis nach Orten des Braunkohleabbaus oder der -verstromung benannt, so auch die Berzdorfer Straße.

## Geographie
Berzdorf war ein einreihiges, etwa drei Kilometer langes Waldhufendorf im Osten des Eigenschen Kreises. Südlich der Dorfanlage durchfloss die Pließnitz Berzdorf auf gesamter Länge von Westen nach Osten und mündete kurz hinter der Flurgrenze in die Lausitzer Neiße. Das Dorf hatte eine Flurgröße von 614 Hektar, von denen etwa 582 Hektar auf die eigentliche Dorfflur und 32 Hektar auf den früheren Leubaer Teich (Klosterbusch) entfielen.
Umgebende Orte sind Jauernick-Buschbach im Norden, vom Nordosten bis zum Süden die (heutigen) Görlitzer Ortsteile Klein Neundorf, Deutsch Ossig, Hagenwerder und Tauchritz, sowie Kiesdorf auf dem Eigen im Südwesten und Schönau auf dem Eigen im Westen.
Nach der Teilung der Oberlausitz zwischen den Königreichen Sachsen und Preußen war Berzdorf von 1815 bis 1945 einer der östlichsten sächsischen Orte. Er ragte, einer Landzunge ähnlich, in den preußischen Teil der Oberlausitz.

## Geschichte

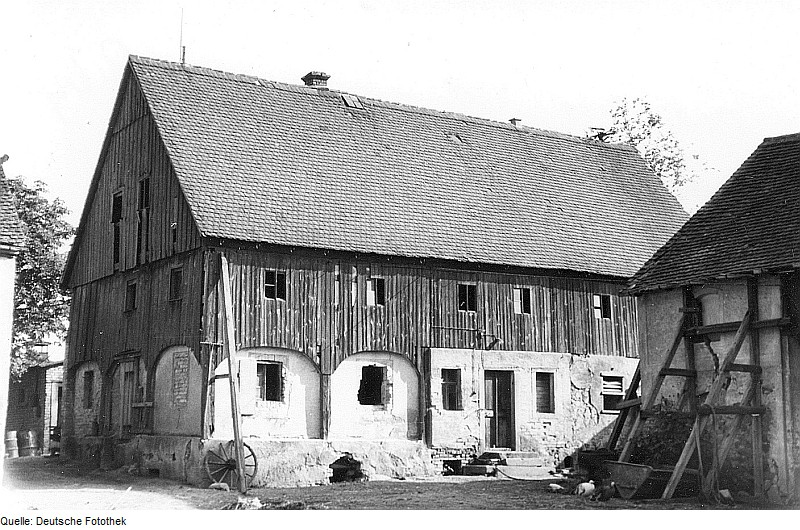
Ortstypisches Wohnhaus (Nr. 39) in Berzdorf (1965)

### Ortsgeschichte
Auf eine bereits frühgeschichtliche Siedlungstätigkeit im Raum Berzdorf deuten Urnenfunde mit Leichenbrand, die man um 1750 sowie 1838 unweit des Ringelberges auf einem sandigen Hügel machte. Weitere Funde sind unter anderem ein Steinhammer, ein Handmühlenstein, fünf Bronze-Lappenkelte sowie zwei steinerne Spinnwirtel und ein Schleuderstein.
Das Dorf wurde im 11. oder 12. Jahrhundert von deutschen Kolonisten angelegt, die vermutlich drei slawische Siedlungen vorfanden und sie nach deutschem Recht umgestalteten und nach fränkischem Hufenmaß aufteilten. Indizien dafür waren der Ringelberg, eine mittelalterliche Slawenschanze nahe der Pließnitz, sowie die unterschiedliche Größe der bäuerlichen Schollen, die für ein aus Rodung entstandenes Waldhufendorf trotz des hügeligen und durchbrochenen Geländes untypisch war.
Noch im 12. Jahrhundert kam Berzdorf – als Teil des Güterkomplexes Bernstädter Pflege – durch Stiftung eines böhmischen Königs als Kirchengut an das Bistum Meißen. Das Dorf unterstand somit nicht mehr dem Landesherrn und war auch von dessen Steuern und Abgaben befreit. Nicht viel später kam es zu einer Dreiteilung Berzdorfs und bald darauf wurden zwei Anteile vom Bistum an die verschwägerten Familien von Kamenz und von Schönburg zu Erb und Eigen veräußert.
Außer dem Oberdorf gehörten denen von Kamenz auch Schönau, Kiesdorf, Neundorf sowie die Hälfte von Dittersbach. Bei der Gründung des Klosters Marienstern gaben die Brüder Withego, Bernhard III. und Bernhard IV. von Kamenz 1248 die Hälfte von Schönau an das Kloster. Die andere Hälfte sowie ihren Anteil von Berzdorf verkauften die Söhne Bernhards IV. 1285 an das Kloster. Aus jener Zeit stammen auch die ältesten bekannten urkundlichen Erwähnungen Berzdorfs: 1280 als Bertoldsitorf, 1285 als Bertoldsidorf.
Der im Mitteldorf gelegene Anteil derer von Schönburg, denen auch Bernstadt, Altbernsdorf, die Hälfte von Kunnersdorf sowie die zweite Hälfte von Dittersbach gehörten, war der einzige mit einem Rittersitz, auf dem auch das Patronatsrecht für die Kirche lag, die wohl in der zweiten Hälfte des 13. Jahrhunderts erbaut wurde. Den Jahreszins der Kirche schenkten die Gebrüder von Schönburg im Jahr 1317 dem Kloster. Um 1317 herum teilte der Lehnsnehmer Heinrich von Radeberg, der vormals auch das kamenzsche Oberdorf innehatte, das Rittergut in vier Bauerngüter auf und befreite diese von Hofediensten und Zinsen. Sein Sohn Otto verkaufte das Lehnsrecht über diese vier Güter 1350 an das Kloster zurück.
Der dritte Anteil Berzdorfs, das Niederdorf, war nachweislich 1322 an die von Neveshofe auf Tauchritz verlehnt. Das Kloster kaufte diesen Anteil 1339 und war fortan im Besitz des gesamten Dorfes.
Während der Hussitenkriege wurde die Kirche im Mai 1427 in Brand gesetzt und wohl auch das Dorf verwüstet. Der Wiederaufbau verzögerte sich um einige Jahre, da die Hussiten noch mehrfach in die Oberlausitz kamen.
In Zusammenhang mit einem Diebstahl wurde 1502 ein Schreiber in Berzdorf erwähnt. Daraus lässt sich schließen, dass bereits zu dieser Zeit Unterricht stattfand.
Im Prager Frieden erhielt das Kurfürstentum Sachsen 1635 die beiden Lausitzen zugesprochen. Obwohl näher an Görlitz gelegen, bildete Berzdorf zusammen mit den anderen Orten des Eigenschen Kreises eine Exklave des Bautzener Kreises.
Nach den Getreideablieferungen an Kavallerie- und Infanterieregimenter im Siebenjährigen Krieg (1756–1763) sowie den Hungerjahren um 1770 traf die Bewohner des Eigenschen Kreises am 18. Juni 1773 das verheerendste (der bis dahin dokumentierten) Unwetter. Bäume wurden durch Hagelschlag kahl, Bauern mussten angesichts Getreidemangels ihre Dienstboten entlassen.
Nach den napoleonischen Kriegen musste der sächsische König die Teilung des Königreiches Sachsen in einem Vertrag im Rahmen des Wiener Kongresses 1815 hinnehmen, wodurch das Königreich Sachsen weite Landesteile an das Königreich Preußen abtrat. Mit Rücksicht auf das Kloster Marienstern blieb der gesamte Eigensche Kreis bei Sachsen, was dazu führte, dass Berzdorf im Norden, Osten und Süden von nun preußischen Orten umgeben war.
Um 1830 wurde in Berzdorf Kohle gefunden und um 1835 wurde diese erstmals in einem Bergwerk abgebaut. Bereits 1838 erfolgte die Ablösung von der Feudalherrschaft. Justiz- und Verwaltungsrechte blieben dem Kloster noch bis 1856, Jagdrechte bis 1859 erhalten. Um 1860 gab es im Ort vier kleinere Kohlegruben.

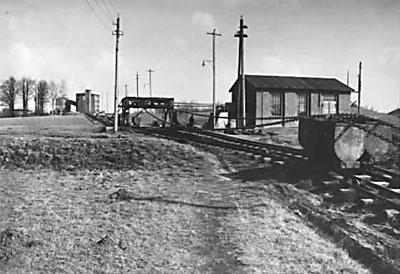
Kettenbahn am Tagebau Berzdorf (1922)

Die Stadt Dresden kaufte 1915 die meisten Grundstücke von Berzdorf sowie einige Grundstücke im westlich angrenzenden Schönauer Niederdorf auf, um die reichhaltigen Braunkohlelagerstätten auszubeuten und damit nahe Leuba an der Neiße ein Kraftwerk zu betreiben, das Dresden und Ostsachsen mit Strom versorgen sollte. Nach den gewaltigen Investitionen – unter anderem musste die Pließnitz reguliert werden, es entstanden eine Kohleförderanlage und eine Anschlussbahn sowie ab 1920 die Bergarbeitersiedlung Neuberzdorf – verkaufte die Stadt 1922 das gesamte Bergwerk, da weitere notwendige Investitionen als zu gewagt angesehen wurden. Die neue Eigentümerin, die in Berlin ansässige Deutsche Petroleum-Aktiengesellschaft, beschleunigte die Erschließung des Tagebaus und modernisierte die Abbaugeräte. Doch auch sie verkaufte das riskante Unternehmen 1925 wieder, neuer Besitzer wurde die Aktiengesellschaft Sächsische Werke (ASW), der auch das Kraftwerk Hirschfelde gehörte. Wegen Unrentabilität gab sie im Herbst 1927 den Tagebau auf und verschrottete die Gerätschaften. Das Dorf blieb weitestgehend erhalten, aus dem Tagebaurestloch entstand ein See, und die Kohlenfelder dienten dem Kraftwerk Hirschfelde als gesicherte Lagerstätten für etwaige spätere Nutzung.
Nach dem Zweiten Weltkrieg wurde der als Angel- und Badeteich genutzte Grubensee 1946 trockengelegt und der Tagebau angesichts der Kohleknappheit wieder in Betrieb genommen.
In der Verwaltungsreform von 1952 wurden Schönau und Berzdorf nicht dem aus der sächsischen Amtshauptmannschaft Löbau hervorgegangenen Kreis Löbau zugeschlagen, sondern kamen zum Kreis Görlitz-Land, der weitestgehend dem westlichen Rumpf des preußischen Landkreises Görlitz entsprach. Nachdem sich schon Anfang der sechziger Jahre abzeichnete, dass Berzdorf vom Tagebau überbaggert wird, wurden durch Beschluss des Kreises vom 18. Juli 1963 die beiden Gemeinden zusammengeschlossen.
Durch die Ausweitung des Nordfeldes des Tagebaues Berzdorf erfolgte in den Jahren 1969/1970 die vollständige Devastierung Berzdorfs. Seit dem Gemeindezusammenschluss wurden in Berzdorf und in Nieder-Schönau 35 Grundstücke entsiedelt. Die betroffenen Einwohner erhielten in Schönauer Flur in den Sonnen- und Hutbergsiedlungen neue Wohnungen.

### Bevölkerungsentwicklung
| Jahr | Einwohner |
| ---- | --------- |
| 1834 | 328       |
| 1849 | 368       |
| 1871 | 359       |
| 1880 | 325       |
| 1910 | 288       |
| 1925 | 425       |
| 1939 | 376       |
| 1946 | 603       |
| 1950 | 682       |

Im Jahr 1600 wirtschafteten in Berzdorf 31 besessene Mann. Unter anderem durch Grundstücksteilungen ging deren Zahl in den nächsten beiden Jahrhunderten zurück, so dass beim Landesrezess 1777 noch 20 besessene Mann gezählt wurden. Hinzugekommen waren neun Gärtnernahrungen und 24 Häuslerstellen. Diese Zahl änderte sich im nächsten Jahrhundert weniger stark, bei der 1849 durchgeführten Volkszählung wurden 74 Haushalte in 57 Wohnhäusern ermittelt.
Die Einwohnerzahl stieg von 328 bei der ersten Zählung 1834 innerhalb von 15 Jahren auf 368 an, danach ist bis Anfang der 1920er Jahre ein kontinuierlicher Rückgang festzustellen. Allein zwischen 1910 und 1925 stieg die Einwohnerzahl vor allem durch die 1920 gegründete Bergarbeitersiedlung Neuberzdorf von 288 auf 425 an. Durch die zwischenzeitliche Grubenschließung war ein erneuter Rückgang zu verzeichnen. Nach dem Zweiten Weltkrieg stieg die Einwohnerzahl durch Flüchtlinge und Vertriebene auf über 600 an.
Die Einwohner gehörten fast ausschließlich der evangelisch-lutherischen Kirche an. Im Jahr 1834 zählte man drei Katholiken, 1849 vier und 1925 23.
Nach amtlichen Angaben wurden im Zusammenhang mit dem Ortsabbruch 400 Personen umgesiedelt, vornehmlich nach Schönau und Görlitz-Weinhübel.

### Ortsname
Obwohl Berzdorf im sorbischen Altsiedlungsgebiet lag, ist sein Ortsname rein deutsch. Urkundlich überliefert wird er 1280 als Bertoldistorf, 1285 als Bertoldisdorf und 1317 wieder wie 1280. Spätere Nennungen umfassen unter anderem Berthimdorff (1430), Bertoldisdurff (1449), Bertilsdorf (1472), Bertelsdorff uffem Eygen (1509), Bertzdorff (1600) und Bertsdorf bey Bernstädtel (1791). Der Name bezeichnet das Dorf des Bertold und ist eventuell nach Bertold von Kittlitz benannt.
Zur Unterscheidung vom etwa zehn Kilometer entfernten, südwestlich von Bernstadt an einem der Quellbäche der Pließnitz gelegenen Berthelsdorf wurde jenes auch als Oberberthelsdorf bezeichnet, während Berzdorf in Urkunden auch Niederberthelsdorf bezeichnet wurde oder den Zusatz uffem Eygen (später auch aufm Eigen, auf dem Eigen) erhielt. Das knapp 30 Kilometer entfernte Bertsdorf, 1749 als Bertzdorff bezeichnet, wurde zur Unterscheidung, sofern dies notwendig war, mit dem Zusatz bey Zittau versehen.

## Kirche

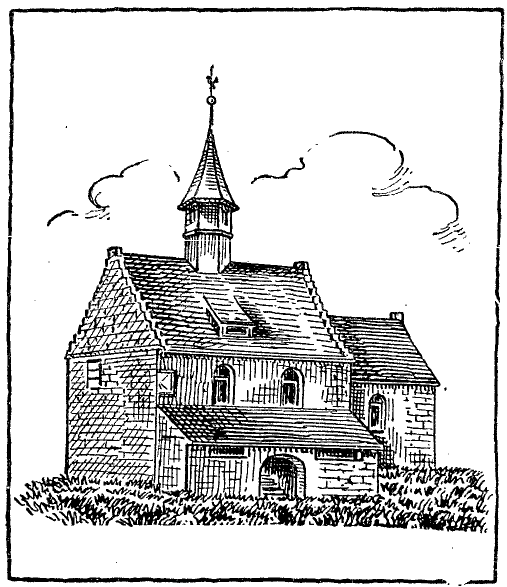
1763 erbaute Kirche

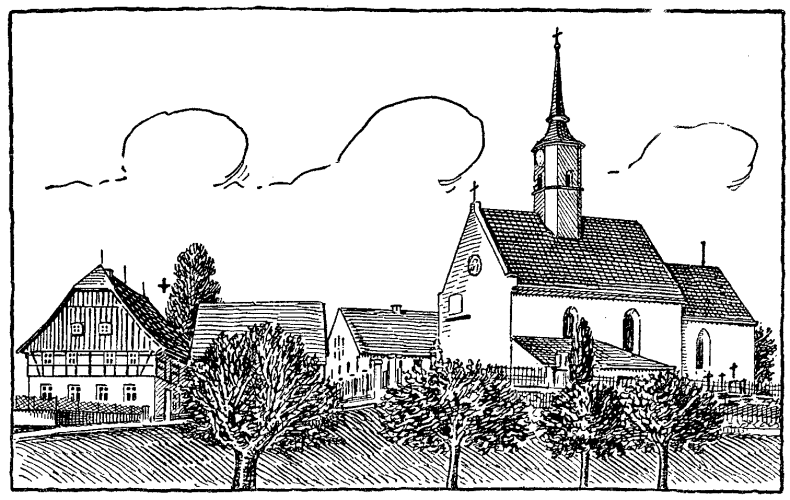
Kirche mit Kirchbauergut um 1920

Die auf einer Anhöhe errichtete Kirche wurde vermutlich um 1250 erbaut. 1317 wurde sie erstmals urkundlich erwähnt. Sie gehörte damit zu den ältesten Kirchen der Oberlausitz. Beim Einfall der Hussiten im Mai 1427 wurde sie in Brand gesteckt und erst ab 1438 wieder aufgebaut. Um die zerstörten Glocken zu ersetzen, wurde 1440 in Zittau der Guss dreier neuer Glocken in Auftrag gegeben. Durch den Meißner Weihbischof Johannes Erler erhielt die Kirche 1443 ihre erneute Weihe als Stätte des christlichen Glaubens.
Als erster evangelischer Pfarrer ist um 1550 Matthias Schubart aus Lauban nachweisbar.
Durch Caspar Ender erhielt die Kirche 1610 an Decke, Wänden und Emporen reichliche malerische Verzierungen, die vor allem dem Alten Testament entstammten. Im selben Jahrhundert erhielt die Kanzel eine Kanzeluhr.
Gleich nach dem Siebenjährigen Krieg wurde die durch selbigen in Verfall geratene Kirche erneuert und umgebaut. Am 1. Oktober 1764 wurde der Turmknopf feierlich auf die Turmspitze gesetzt. Der Zuzug von Kirchengästen aus den nördlich gelegenen Dörfern Jauernick und Niecha (heute Buschbach) erforderte 1770/1771 den Einbau weiterer Emporen.
Eine weitere bauverändernde Renovierung war 1909 notwendig geworden. Dabei wurden unter anderem nicht mehr benötigte Treppen und Emporen entfernt.
Seit 1933 war die Kirche eine Filialkirche der Schönauer St.-Georgskirche.

## Persönlichkeiten
- Christian Behrnauer (1649–1720), evangelischer Theologe, Hauptpfarrer in Löbau
- Ernst Krische (1863–1937), Heimatforscher
- Hans Glathe (1899–2000), Mikrobiologe und Hochschullehrer